# Baby Margaretha
Baby Margaretha, née le 1er avril 1984 à Bandung, est une actrice indonésienne.

## Biographie
Margaretha a commencé sa carrière dans le divertissement en tant que vendeuse, puis est devenue mannequin dans des magazines pour adultes, dont FHM et Maxim,.
Elle était dans deux feuilletons: Awas Ada Sule 2 et Komeng Acak Adul, tous deux diffusés sur Global TV. Baby a commencé à jouer son premier film, Pocong Mandi Goyang Pinggul. Elle jouera directement le rôle principal et jouera avec les stars américaines de la pornographie adulte Sasha Grey, Sheza Idris, Chand Kelvin, etc.